# Michał Skrzypczyk
Michał Skrzypczyk, pseud. Chruściczanin, Zawsze-Polak (ur. 20 września 1881 w Chróścicach, zm. 22 kwietnia 1904 w Świdnicy), polski pisarz ludowy.
Pochodził ze Śląska Opolskiego, był synem Pawła, właściciela niedużego gospodarstwa, który wychował go w duchu patriotycznym. W Chróścicach uczęszczał do niemieckiej szkoły ludowej, potem zdobywał wiedzę i umiejętności – w tym poznawał język polski – drogą samokształcenia. Wcześnie rozpoczął pracę zarobkową, był robotnikiem w cegielni, wyjeżdżał również do pracy poza Śląsk. Dzięki pracy poza rodzinnymi stronami zapoznał się z polską emigracją zarobkową.
Od 1901 współpracował z "Gazetą Opolską" i jej wydawcą Bronisławem Koraszewskim, który otoczył młodego pisarza opieką literacką. Na łamach "Gazety" (oraz w jej dodatku "Gość Niedzielny") Skrzypczyk zamieszczał felietony, opowiadania, artykuły publicystyczne, wiersze. Pisał o problemach narodowych Śląska Opolskiego, był rzecznikiem poznawania i doskonalenia języka polskiego przez mieszkańców regionu, podkreślał potrzebę czytelnictwa. Poruszał też tematy związane z emigrantami "za chlebem". W jednym z listów do Koraszewskiego postrzegał swoje zadania w sposób następujący: "Praca nad uświadomieniem ludu – to moja najmilsza zabawa. Kształcenie się w tym kierunku – moja najmilsza lektura".
Prawdopodobnie publikował wyłącznie we wspomnianej "Gazecie Opolskiej" i jej dodatku. Część opublikowanych dzieł nie jest znana, przepadła wraz z niezachowanymi rocznikami pisma; pozostały jedynie tytuły, m.in. Panna Wybieralska, Cudze pióra, Trzy obrazki: 1. Kaleka, 2. Z opowiadań wędrowca, 3. Przy otwartym oknie. Ze zachowanych publikacji można wymienić artykuły publicystyczne: Pogadanka ("Gazeta Opolska", 1901, nr 90), Głos rolnika (tamże, 1901, nr 92), Radźmy sobie o własnych siłach (tamże, 1902, nr 31), Szanuj język ojców (tamże, 1902, nr 71), a także wiersz Pobudka noworoczna (tamże, 1902, nr 1).
Od 1902 Skrzypczyk pozostawał w służbie wojskowej. Stacjonował w Świdnicy, tam też zmarł 22 kwietnia 1904 na zapalenie otrzewnej i został pochowany. Bronisław Koraszewski w nekrologu (Śp. Michał Skrzypczyk z Chróścic, "Górnoślązak", 1904, nr 99) żegnał w jego osobie autora "rokującego najpiękniejsze nadzieje, odznaczającego się wprost zdumiewającym talentem i wielkim na swoje młode lata zasobem wiedzy".